# El muelle de las brumas
El muelle de las brumas (en francés, Le Quai des brumes) es una película francesa dirigida por Marcel Carné en 1938. Los protagonistas son Jean Gabin, Michel Simon y Michèle Morgan. El guion fue escrito por Jacques Prévert sobre una novela de Pierre Mac Orlan. y la música fue compuesta por Maurice Jaubert. Considerada un notable ejemplo del género realismo poético francés, en 1939, fue galardonada con uno de los premios cinematográficos más importantes de Francia, Prix Louis-Delluc.
Una escena de la película fue tomada en la adaptación, nominada al Oscar en 2007, del drama trágico de tiempos de guerra de Ian McEwan, Atonement.
Según Charles O'Brien, esta película fue una de las primeras en ser llamadas “cine negro” por los críticos.

## Argumento
En una noche brumosa, Jean (Jean Gabin), un soldado desertor, consigue llegar a la ciudad portuaria Le Havre. Esperando comenzar de nuevo, Jean se encuentra en un solitario bar ubicado en el extremo más alejado de la ciudad. Pero mientras recibe comida y ropa de civil por parte del dueño del bar, conoce a Nelly (Michèle Morgan), una chica de 17 años que huye de su padrino, Zabel, con el cual vive. Jean y Nelly pasan tiempo juntos durante los días siguientes, pero son interrumpidos varias veces por Zabel, quien además está enamorado de Nelly, y por Lucien, un delincuente que busca al exnovio de Nelly, Maurice, quien se encuentra recientemente desaparecido. Cuando Nelly descubre que su padrino mató a Maurice por celos, utiliza esa información para chantajearlo y evitar que le diga a la policía que Jean es un desertor. Los dos están muy enamorados, pero al mismo tiempo Jean planea irse en un barco hacia Venezuela. En el último minuto Jean deja el barco para despedirse de Nelly; la salva de las manos de Zabel, a quien mata, pero cuando sale a la calle es baleado en la espalda por Lucien y muere en los brazos de Nelly.

## Reparto
- Jean Gabin como Jean.
- Michel Simon como Zabel.
- Michèle Morgan como Nelly.
- Pierre Brasseur como Lucien.
- Édouard Delmont como Panama.
- Raymond Aimos como Quart Vittel.
- Robert Le Vigan como el pintor.
- René Génin como el doctor.
- Marcel Pérès como el conductor.
- Léo Malet como el soldado.
- Jenny Burnay como el amigo de Lucien.
- Roger Legris  como el camarero del hotel.
- Martial Rèbe como el cliente.

## Estilo
Este film forma parte del realismo poético francés, el estilo en el que más se desempeñó Marcel Carné. Luc Sante escribió “El muelle de las brumas posee casi todas las características que una vez fueron sinónimo de la idea de cine francés. Gabin – comiendo una salchicha con un cuchillo o hablando con una colilla de cigarrillo al costado de su boca o dándole una cachetada a Lucien – es la quintaesencia del chico duro francés, tanto como lo fue la figura icónica de Bogart en su interpretación de Sam Spade. Michèle Morgan, etérea y preocupada, puede deslucirse un poco en comparación a otras actrices de las películas parisinas de la época (Arletty, por ejemplo), pero pasará a la vida en la cama, en una escena que no podrías imaginar que ocurriría en una película americana antes de 1963. Las luces brumosas, los adoquines mojados, los álamos que  bordean los caminos fuera de la ciudad, la gravedad filosófica de los personajes secundarios, la idea de que nada en la vida es más importante que la pasión – estas características definen un cine nacional que pudo haber sido eclipsado por Hollywood en términos de alcance y beneficios pero que estuvo a la misma altura que este en lo que se refiere a gracia, belleza y poder."
Carné usa el barco en la botella y el impermeable transparente de Nelly como metáforas de la sensación de aprisionamiento y de lo efímero. El personaje de Michèle Morgan está en consonancia con el tema de las mujeres andróginas de Carné (que se acentúa en Les Visiteurs du Soir,1942). Durante toda la película Nelly usa una boina y un impermeable, y camina con la cabeza baja y las manos en los bolsillos, a diferencia del uniforme y el modo de caminar de Gabin.

## Recepción
Frank S. Nugent llamó al film “uno de los más fascinantes y provocativos de la época”; “se trata de un estudio minucioso en negros y grises, sin ninguna risa gratuita; pero también es una muy bella película desde el punto de vista puramente pictórico y un drama extrañamente inquietante. De forma constante, por supuesto, nos pondría los pelos de punta; en cambio es tan fresco como un día de crudo invierno." En su lanzamiento, la película fue fuertemente criticada por ser demasiado negativa en cuanto al Estado y el carácter moral de los franceses.
En 1993, 55 años después de su estreno, Luc Sante, al escribir sobre la película para su lanzamiento en DVD de Criterion Collection, la llamó un "ejemplo definitivo del estilo conocido como realismo poético francés". Los contornos irregulares, los escenarios oscuros, el fatalismo romántico de los protagonistas, el desarrollo de la historia primero hacia un único momento de felicidad y luego hacia la fatalidad inexorable – los rasgos distintivos del estilo habían germinado de una forma u otra a lo largo de la década, pero en la tercera película de Marcel Carné se unieron como arquetipos."
El director Carl Dreyer incluyó a la película en su lista de las mejores 10.

## Distribución
Antes de julio de 2004, Criterion Collection dio a la película un lanzamiento "escueto", con un folleto y limitadas funciones especiales en pantalla; de acuerdo con James Steffen de Turner Classic Movies, “el paso al DVD de alta definición hace justicia a la visión rica en detalles de Carné, Schufftan y Trauner", aunque haya ciertos problemas debido a la calidad "muy variable" de la película de 35 mm utilizada: "Dentro de la misma escena algunas tomas pueden verse sorprendentemente claras y otras muy granuladas, con un contraste y nivel de detalle mucho más débiles. Pero en definitiva se ve muy bien para una película de esta época." Steffen también destacó que "el sonido mono es claro y sin demasiada distorsión. Los personajes usan un montón de jerga cuyo condimento es difícil de traducir en Inglés, pero los subtítulos hacen un trabajo admirable."